# Shukhrat Mukhammadiev
Shukhrat Mukhammadiev (24 de junho de 1989) é um futebolista profissional usbeque que atua como defensor.

## Carreira
Shukhrat Mukhammadiev representou a Seleção Usbeque de Futebol na Copa da Ásia de 2015.